# Cicatrici ornamentali in Africa
Le cicatrici ornamentali (ovvero la scarificazione come modifica ornamentale del volto o del corpo) erano utilizzate in molte culture africane ed anticamente in Asia (presso gli Unni); come le tecniche di pigmentazione cutanea, avevano spesso un valore religioso e culturale prima che estetico. La pratica è in netta diminuzione, anche se persiste tra le popolazioni meno in contatto con il mondo esterno. La pratica continua ad essere usata nei centri urbani, ma ha assunto una valenza nuova. Là dove le cicatrici prodotte sono ancora collegate a valori culturali ancestrali, si nota una diminuzione delle aree corporee interessate e la mancata riproduzione di alcuni disegni popolari nel passato.
Questa pratica non va confusa con quella del tatuaggio, con cui condivide alcuni tratti culturali e alcune tecniche di realizzazione.

## Storia
È certo che la modificazione del corpo con ferite, mutilazioni e pigmentazioni sia una pratica antica quanto l'essere umano. Le pitture rupestri che si trovano in tutta l'Africa, spesso mostrano la figura umana con colori e disegni applicati volutamente sul corpo. I disegni di Tassili, nel deserto del Sahara, e datati circa 8.000 a.C., sono i più antichi finora scoperti a riportare il disegno del corpo umano con chiari segni di cicatrizzazioni ornamentali.
Alcune terrecotte di cultura ife (Nigeria) e sculture di rame della stessa area culturale, datate all'XI secolo e terrecotte di cultura owo del XV secolo, mostrano le riproduzioni di corpi coperti da cicatrici ornamentali dello stesso tipo registrato dagli antropologi presso la coltura yoruba negli ultimi secoli. Le testimonianze di questa pratica non sono numerose perché non tutte le culture africane hanno sviluppato forme artistiche che riproducessero il corpo umano. È noto come questo tipo di arte sia più presente nelle culture che si affacciano sul Golfo di Guinea che non in altre aree geografiche. Esistono però i disegni di esploratori e missionari, e più tardi fotografie, che hanno iniziato una lenta penetrazione dell'Africa a partire dal XVI secolo. Da queste testimonianze si evince che il fenomeno delle cicatrici ornamentali era diffuso in tutta l'Africa subsahariana.

## Tecnica
Le cicatrici ornamentali si ottengono incidendo la pelle con un oggetto acuminato e o affilato, sollevando la cute e inserendo oggetti, colori o altre sostanze e lasciando poi che la ferita guarisca. Tutte le culture che hanno usato la scarificazione si sono rifatte a questo modello, variando anche grandemente nel tipo di utensili e materiale usato. La varietà delle metodologie ha voluto dire una diversificazione del tipo di ferita e del tipo di disegno che appariva a lavoro ultimato.
Le ferite potevano essere in rilievo o semplicemente dentate, lineari o globulari. La ferita veniva procurata usando punte di freccia, coltelli, pietre affilate, o persino i gusci del cocco. In alcune aree della costa occidentale, ami da pesca venivano introdotti sotto la cute e poi sollevati, per ottenere delle cicatrici rotondeggianti. In altri casi, una linea continua veniva tagliata sulla superficie del corpo. Lungo questa linea venivano poi introdotti striscioline di foglie piegate a forma di cuscinetto, oppure il picciolo di alcune piante, oppure ancora dei piccoli pezzi di legno a forma di piolo. Sostanze vegetali venivano iniettate per mantenere viva l'irritazione della pelle per lungo tempo, e formare quindi una cicatrice più voluminosa. In altri casi, il succo di alcune piante veniva iniettato per dare una colorazione particolare alla ferita. Tra queste sostanze, la più famosa è l'henné, usato in tutta l'Africa orientale come colorante, e anche per il disegno di tatuaggi temporanei. In altre aree geografiche si usavano le ceneri di un falò, polvere di carbone, inchiostri vegetali (come l'abotiko usato in Nigeria), e – dopo l'arrivo degli occidentali – polvere da sparo.
Le ferite venivano arrangiate seguendo dei disegni particolari. Tutte le aree del corpo – eccetto le semimucose – potevano essere interessate da queste cicatrici. Le cicatrici vengono chiamate cheloidi (cicatrice più grande della ferita iniziale) o ipertropiche (cicatrice più piccola della ferita iniziale). 
Per alcuni popoli, le ferite facciali erano un segno di appartenenza clanica. Il disegno dava quindi importanti informazioni riguardanti il clan, la posizione sociale e l'identità della persona. Presso altri popoli, le cicatrici portate da una ragazza testimoniavano il suo ruolo sociale (pubertà, iniziazione, matrimonio), ma erano anche segno di bellezza. Ad esempio, i tiv della Nigeria sostengono che una donna con molte cicatrici è da preferirsi ad altre perché più fertile. In realtà, il significato delle cicatrici ornamentali è multiplo, con alcune spiegazioni popolari sviluppate per coprire e per non comprensione delle ragioni più importanti, sociali e spirituali, che sottostanno al processo – lungo e doloroso – della cicatrizzazione.

## Significati

### Importanza sociale
Tra gli yoruba della Nigeria, gli studiosi hanno potuto isolare 24 diversi disegni di base usati nel produrre cicatrici ornamentali. Solo alcuni di questi disegni venivano usati per le famiglie regali e nobili, servendo quindi da segnale di ruolo sociale. Tra i denka e gli shilluk del Sudan, la presenza di cicatrici sul corpo sottolinea la forza, la resistenza e la disponibilità di mettere queste doti a servizio del proprio popolo.
Nei secoli XVIII e XIX, molte etnie dell'Africa occidentale hanno usato i disegni o altri tipi di mutilazioni facciali per riconoscere i componenti della propria famiglia in caso gli attacchi degli schiavisti avessero diviso i vari clan, ma anche per rendere meno appetibile la persona e quindi salvarla dalla schiavitù.
Da questo si capisce che il disegno, o la mutilazione, hanno sia il compito di permettere un'identificazione, che quello di rendere indesiderabile la persona ai membri di un gruppo ostile.

### Importanza religiosa
La funzione delle cicatrici ornamentali in campo religioso è accertata in molti casi. Tra i popoli che seguono il vudù – area geografica comprendente Nigeria, Ghana Togo, Benin, e aree limitrofe – l'appartenenza ad una ‘casa’ del vudù è data anche dal disegno che compare sul corpo dell'iniziato.
Quando le cicatrici hanno un ruolo nei riti di iniziazione, è chiaro che hanno anche un significato religioso. L'iniziato viene inserito nel cosmo dell'etnia, impara le regole che permettono il permanere dell'armonia cosmica e quindi le ferite presenti sul suo corpo indicano anche la sua comunione con Dio e con gli antenati. 
Presso molti popoli, la persona incaricata del sacro deve avere o il corpo integro – le cicatrici sarebbero un limite – o delle mutilazioni particolari che sottolineano il suo stato.

### Importanza medica
Presso i popoli dell'Africa occidentale, alcune medicine vengono somministrate al malato usando la cicatrizzazione. Le foglie inserite nella ferita hanno potere medicinale e faciliteranno la cura del malato. Altre volte, il succo vegetale a cui si dà un potere medico viene iniettato in una ferita prima della sua cicatrizzazione per poter essere assorbito da corpo del malato.
In caso di bambini nati morti o morti subito dopo il parto, gli yoruba praticano tre ferite sulle spalle. Quando questi bambini si riencarneranno, alla nascita verranno riconosciuti e curati prima che muoiano nuovamente.
In Togo, pazienti sofferenti di epilessia vengono curati con la produzione di cicatrici sulla fronte o in altri luoghi della testa privi di capelli. SI crede che questo possa rimuovere la malattia. Lo stesso viene fatto da altri popoli per curare la psoriasi, dermatiti che portano alla scolorazione della pelle, malattie dell'apparato respiratorio, ecc.

## Altre mutilazioni
Pur non rientrando nel campo delle cicatrici ornamentali, è bene ricordare che la modificazione del corpo per motivi sociali o religiosi è ampiamente praticata in tutta l'Africa. Quasi tutti i popoli pastoralisti dell'Africa orientale prevedono il taglio dei lobi dell'orecchio e il progressivo allargamento del foro praticato. I lobi possono essere abbelliti con perline o orecchini. Questo è tipico tra i masai, pokot, karamojong, e altri popoli. Le labbra possono subire un simile trattamento. In questo caso, un pezzo di legno di misura sempre più grande viene posto nella ferita per allargarla. Tra i gruppi nilotici alcuni si perforavano la carne sotto il labbro inferiore, il buco veniva poi chiuso con un tappo di legno o corno. Tra i kalenjin del Kenya, ma anche tra altri gruppi pastoralisti, uno o due denti di un adulto vengono tolti, per poter alimentare la persona in caso di paralisi tetanica (questa almeno è la spiegazione popolare). A questa lista vanno aggiunte altre mutilazioni: sessuali (circoncisione, mutilazioni sessuali femminili), del naso, dei piedi; e modificazioni corporee: modificazione del cranio con fasciature strette praticate sin da bambini (Congo nord-orientale).

## Stato attuale
La pratica delle cicatrici ornamentali è in netto calo. Persiste solo nelle aree più lontane dalle zone urbane e ha di solito perso molto del suo significato sociale e religioso. È invece in netta crescita il fenomeno dei tatuaggi, soprattutto nelle grandi città. È questo un fenomeno che può essere ricondotto sia all'occidentalizzaione, che alla riscoperta di una pratica che è stata presente in Africa per migliaia di anni. Oltre ad avere un significato religioso, le cicatrici venivano considerate marchi della propria tribù.